# Rush Hour 2
Pour les articles homonymes, voir Rush hour.
Série Rush Hour
Rush Hour
(1998) Rush Hour 3
(2007)
Pour plus de détails, voir Fiche technique et Distribution.
Rush Hour 2, ou Heure limite 2 au Québec, est un film américano-hongkongais réalisé par Brett Ratner et sorti en 2001. C'est le deuxième film de la saga Rush Hour.

## Synopsis
Quatre jours après avoir sauvé la fille du consul chinois, les deux inspecteurs de police Lee et Carter sont en vacances à Hong Kong. Cependant, une bombe explose à l’Ambassade américaine, tuant deux américains. Lee et Carter vont alors devoir faire leur possible pour régler l’enquête et découvrir qui a perpétré l'attentat.

## Fiche technique
Sauf indication contraire, les informations mentionnées dans cette section peuvent être confirmées par la base de données cinématographiques IMDb,  présente dans la section « Liens externes ».
- Titre original et français : Rush Hour 2
- Titre québécois : Heure limite 2
- Réalisation : Brett Ratner
- Scénario : Jeff Nathanson et Ross LaManna, d'après les personnages créés par Ross La Manna
- Musique : Lalo Schifrin
- Direction de la photographie : Matthew F. Leonetti
- Montage : Mark Helfrich
- Costumes : Rita Ryack (en)
- Production : Roger Birnbaum, Arthur Sarkissian, Jonathan Glickman et Jay Stern
  - Production déléguée : Andrew Z. Davis, Michael De Luca et Toby Emmerich
- Sociétés de production : New Line Cinema, Roger Birnbaum Productions et Salon Films
- Sociétés de distribution : Metropolitan Filmexport (France), New Line Cinema (États-Unis)
- Pays de production :  États-Unis,  Hong Kong
- Langues originales : anglais, mandarin, cantonais
- Genre : comédie policière et action
- Durée : 90 minutes
- Budget : 90 millions de dollars
- Dates de sortie  
  - États-Unis : 29 juillet 2001 (avant-première), 3 août 2001 (sortie nationale)
  - France : 29 août 2001
- Déconseillé aux moins de 10 ans[Où ?]

## Distribution
- Jackie Chan (VF : William Coryn ; VQ : François L'Écuyer) : l'inspecteur-chef Yan Naing Lee, police de Honk Kong
- Chris Tucker (VF : Serge Faliu ; VQ : Gilbert Lachance) : l'inspecteur James Carter, police de Los Angeles
- John Lone (VF : Gilles Guillot ; VQ : Luis de Cespedes) : Ricky Tan
- Zhang Ziyi (VF : Jade Nguyen) : Hu Li
- Roselyn Sánchez (VF : Déborah Perret ; VQ : Claudia Ferri) : l'agente Isabella Molina, CIA
- Harris Yulin (VF : Jacques Brunet ; VQ : Yves Corbeil) : l'agent Sterling, CIA
- Alan King (VF : Thierry Murzeau ; VQ : Yves Massicotte) : Steven Reign
- Kenneth Tsang (VF : Philippe Ariotti) : le capitaine Chin, Police de Honk Kong
- Maggie Q : la fille dans la voiture
- Ernie Reyes : Zing
- Jeremy Piven (VF : Maurice Decoster) : le vendeur Versace
- Angela Little : la copine de Tex
- Saul Rubinek (VF : Bernard Tixier) : Red Dragon Box Man
- Gianni Russo (VF : Marc Moro) : Red Dragon Pit Boss
- Don Cheadle (VF : Marc Saez ; VQ : James Hyndman) : Kenny (non crédité)
- Philip Baker Hall : le capitaine William Diel (scène coupée) (non crédité)

## Bande originale

### Original score
Bandes originales de Rush Hour
Rush Hour
(1998) Rush Hour 3
(2007)
La musique du film est composée par l'Argentin Lalo Schifrin, déjà présent pour le premier film. La musique est interprétée par l'orchestre Hollywood Studio Symphony.
Liste des titres
1. "Rush Hour 2-Main Theme" – 2:22
2. "Out of the Way" – 4:14
3. "Mu Shu Parlor" – 3:57
4. "Parlor Fight" – 3:19
5. "Undercover Agents" – 3:02
6. "Isabella" – 4:50
7. "Li'l Darlin'" – 4:25
8. "Shiny Stockings" – 6:45
9. "Nevada Mood" – 3:18
10. "The Cosmo Is Las Vegas" – 4:07
11. "Like Father, Like Son" – 5:32
12. "The Sword and the Spear" – 2:21
13. "The Dragon and the Treasure" – 4:14

### Def Jam's Rush Hour 2 Soundtrack
Def Jam's Rush Hour 2 Soundtrack est un album, commercialisé par le label Def Jam, contenant des chansons de rap et R'n'B d'artistes comme Jay-Z, Ja Rule, le Wu-Tang Clan ainsi que des dialogues extraits du film.
Liste des titres
1. "Area Codes" – 3:43 (Ludacris featuring Nate Dogg)
2. "Mine, Mine, Mine" – 3:41 (Montell Jordan)
3. "Party & Bullshit" – 3:11 (Method Man & Teddy Riley)
4. "No" – 4:24 (Kandice Love)
5. "He's Back" – 3:48 (Keith Murray)
6. "Love Again" – 4:11 (Dru Hill presents Jazz featuring Jill Scott)
7. "Keep It Real (Tell Me)" – 4:34 (Musiq Soulchild & Redman)
8. "Crazy Girl" – 3:57 (LL Cool J & Mashonda)
9. "How It's Gonna Be" – 3:40 (LovHer)
10. "Paper Trippin'" – 4:03 (WC & Nate Dogg)
11. "You Make Me Laugh" – 3:37 (Christina Milian)
12. "Mercedes Benz" – 3:51 (Say Yes)
13. "Blow My Whistle" – 4:06 (Hikaru Utada & Foxy Brown)
14. "Figadoh" – 4:03 (Benzino featuring Scarface & Snoop Dogg)
15. "I'm Sorry" – 5:06 (3rd Storee)
16. "Brollic" – 2:29 (FT)
17. "The World Is Yours" – 4:12 (Macy Gray & Slick Rick)

## Accueil

### Box-office
| Pays ou région | Box-office        | Date d'arrêt du box-office | Nombre de semaines |
| -------------- | ----------------- | -------------------------- | ------------------ |
| États-Unis     | 226 164 286 $     | 16 décembre 2001           | 20                 |
| France         | 1 722 560 entrées | 16 novembre 2001           | 10                 |
| Total mondial  | 347 325 802 $     | -                          | -                  |

## SagaRush Hour
- 1999 : Rush Hour de Brett Ratner
- 2001 : Rush Hour 2 de Brett Ratner
- 2007 : Rush Hour 3 de Brett Ratner